# Hua (geslacht)
Hua is een geslacht van weekdieren uit de klasse van de Gastropoda (slakken).

## Soorten
- Hua diminuta (Boettger, 1887)
- Hua friniana (Heude, 1888)
- Hua jacqueti (Dautzenberg & H. Fischer, 1906)
- Hua oreadarum (Heude, 1888)
- Hua praenotata (Gredler, 1884)
- Hua telonaria (Heude, 1888)
- Hua toucheana (Heude, 1888)
- Hua vultuosa (Fulton, 1914)

### Synoniemen
- Hua leprosa (Heude, 1888) => Hua telonaria (Heude, 1888)
- Hua schmackeri (Böttger, 1886) => Hua praenotata (Gredler, 1884)